# Septimanien

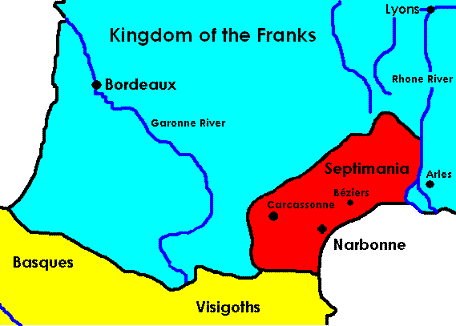
Septimanien um 537

Septimanien ist ein historisches Territorium im Süden Frankreichs. Es erstreckte sich entlang der Mittelmeerküste etwa von der Rhonemündung bis zu den Pyrenäen und entspricht im Wesentlichen dem Gebiet der ehemaligen französischen Region Languedoc-Roussillon. Bis 725 gehörte Septimanien zum Westgotenreich.

## Abgrenzung und Namensgebung
Durch die Verwaltungsreformen unter Diokletian (reg. 284–305) und Konstantin (reg. 306–337) entstand im südlichen Teil Galliens die Diocesis XIV Septem Provinciarum (deutsch: „Diözese XIV der sieben Provinzen“) mit der Hauptstadt Vienna im Rhonetal.
Die sieben Provinzen waren
- Viennensis mit der Hauptstadt Vienna (Vienne)
- Aquitania I (Avaricum, Bourges)
- Aquitania II (Burdigala, Bordeaux)
- Novempopulana (Elusa, Eauze)
- Narbonensis I (Colonia Narbo Martius, Narbonne)
- Narbonensis II (Aquae Sextiae, Aix-en-Provence)
- Alpes Maritimae (Eburodunum, Embrun)

In einem die Grenzen der Narbonensis festlegenden Vertrag zwischen dem Westgotenkönig Amalrich († 531) und dem Ostgotenkönig Athalarich (516–534) wurde dieses Gebiet bereits Septimania genannt. Noch im 9. Jahrhundert gebrauchten Bischöfe die Bezeichnung „Amtsbrüder der sieben gallischen Provinzen“.
Auch andere Erklärungen für den Namen Septimanien werden gelegentlich angeführt:
- die römische Bezeichnung für die im Zentrum der Region liegende Stadt Colonia Septimanarum Baeterrae (Béziers), die von Veteranen der siebten Legion besiedelt worden war
- die sieben wichtigen Bischofssitze in der Region: Elne, Agde, Narbonne, Lodève, Maguelone (heute Mauguio, nach Montpellier verlegt), Nîmes und Uzès

## Geschichte

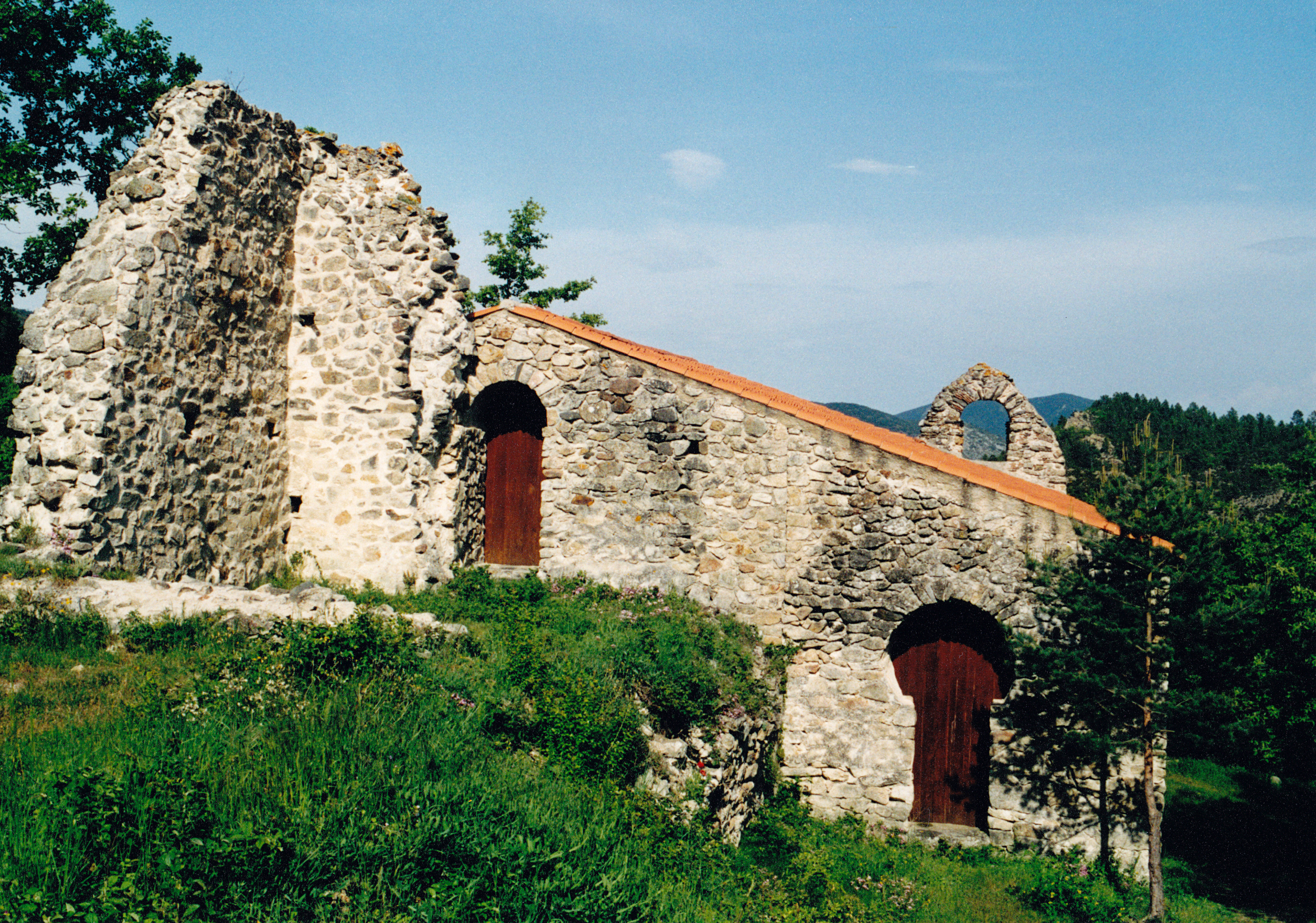
Im Bereich der Region Septimanien haben sich mehrere präromanische Kleinkirchen (z. B. die Chapelle Saint-Michel de Sournia) erhalten, von denen einige westgotische Einflüsse wie den Hufeisenbogen zeigen.

Ab 418 siedelte Rom in ganz Aquitanien Westgoten an. Diese begründeten im Südwesten Galliens das Westgotenreich, zu dem Septimanien gehörte; die Hauptstadt war Tolosa (Toulouse), daher spricht man auch vom Tolosanischen Reich. Im Jahr 507 verloren sie aber nach einer Niederlage gegen die nach Süden drängenden Franken fast ihr ganzes gallisches Reichsgebiet und verlagerten daher ihr Machtzentrum auf die Iberische Halbinsel. Nördlich der Pyrenäen behielten sie lediglich Septimanien. Dieser Reichsteil ermöglichte eine wichtige Handelsverbindung zu den Ostgoten, die in Italien siedelten. Von den Westgoten leitet sich die seit Mitte des 9. Jahrhunderts ebenfalls gebräuchliche – wenn auch nicht deckungsgleiche – Bezeichnung Septimaniens als Markgrafschaft Gothien ab.
Zwischen 719 und 725 drangen aus Spanien die Mauren ein, konnten aber ab 752 von Pippin III. und Karl dem Großen über die Pyrenäen zurückgedrängt werden. So kam das Gebiet schon im Jahr 759 als Herzogtum an das Fränkische Reich. Als Septimanien wurde zu dieser Zeit wohl nur noch das Gebiet der Provinz Narbonensis I angesehen.
Nach Eroberung auch der Gebiete südlich der Pyrenäen ab 800 gliederten die Franken diese Spanische Mark zunächst administrativ Septimanien an. Im Jahr 865 wurde das Gebilde wieder in zwei Provinzen getrennt; die Hauptstädte waren Barcelona und Narbonne.
Seit Ende des 11. Jahrhunderts unterstand das Land als Herzogtum Narbonne den Grafen von Toulouse. Zusammen mit deren übrigen Besitzungen fiel es infolge der Albigenserkriege zu Beginn des 13. Jahrhunderts an die französische Krone.

## Septimanien und das Languedoc-Roussillon
Die französische Region Languedoc-Roussillon (katalanisch Llenguadoc-Rosselló, okzitanisch Lengadòc-Rosselhon) umfasste die an der Mittelmeerküste liegenden Départements Aude, Gard, Hérault und Pyrénées-Orientales, die ungefähr den historischen Septimanien entsprechen sowie das geographisch gänzlich anders geartete, zum Massif Central gehörende Département Lozère. Sie ist seit 2016 ein Teil der Region Okzitanien.
Nach seiner Wahl zum Regionalrat 2004 setzte sich Georges Frêche (PS) für die Umbenennung des Languedoc-Roussillon in „Septimanien“ ein, und die Regionalversammlung begann, die neue Bezeichnung immer häufiger zu verwenden. Er stieß jedoch auf eine breite Ablehnung, insbesondere unter den Katalanen, die den Verlust der katalanischen Identität zugunsten einer einzigen okzitanischen Identität für die ganze Region befürchteten. Außerdem brachten sie vor, dass sich das Gebiet des ehemaligen Septimaniens nicht mit dem der Region Languedoc-Roussillon decke. Dabei nutzten die Gegner auch die phonetische Ähnlichkeit und polemisierten mit dem Begriff septicémie (Sepsis oder Blutvergiftung).
Durch den heftigen Widerstand sah sich Georges Frêche im September 2005 schließlich gezwungen, seine Absicht endgültig aufzugeben.

## Markgrafen von Septimanien
Septimanien wurde durch Herzöge, meist „von Septimanien“ und/oder „Gothien“ oder „von Toulouse“ beherrscht. Der Herzog war einer der Grafen des Herzogtums.
- Beggo I. († 816), Schwiegersohn Ludwigs des Frommen, ab 811 Graf von Paris (Gerhardiner, Matfriede)
- Bernhard von Septimanien (reg. 828–832 und 835–844)
- Berengar von Toulouse (reg. 832–835)
- Wilhelm von Septimanien (reg. 848–850)
- Raimund (II.) Graf von Rouergue († 961/965) Markgraf von Septimanien, 936 Herzog von Aquitanien